# مورتیمر ادلر
 مورتیمر ادلر (انگلیسی: Mortimer J. Adler؛ ۲۸ دسامبر ۱۹۰۲ در نیویورک – ۲۸ ژوئن ۲۰۰۱ ) فیلسوف، نویسنده اهل ایالات متحده آمریکا، استاد دانشگاه شیکاگو و دانشگاه کلمبیا بود. فلسفه نظری وی پیرامون ارسطوگری و تومیسم است.

## زندگینامه

### نیویورک
ادلر در تاریخ ۲۸ دسامبر ۱۹۰۲ در شهر نیویورک در زمان مهاجرت یهودیان از آلمان زاده شد. او در سن ۱۴ سالگی از مدرسه خارج شد تا به عنوان یک پادو در روزنامه ای به نام New York Sun مشغول به کار شود با این آرزو که در نهایت روزنامه نگار شود. طولی نکشید که ادلر به مدرسه بازگشت تا در کلاس‌های شبانه نویسندگی حضور پیدا کند و در مدت زمانیکه در آنجا بود ، افکار و فعالیت‌های مردانی چون افلاطون ، ارسطو ، توماس آکویناس ، جان لاک و دیگران را شناخت و بعدها آن‌ها را قهرمانان خود قرار داد.
ادلر در دانشگاه کلمبیا به تحصیل پرداخت و به مجله ادبی دانشجویی نیز کمک می کرد. با وجود اینکه ادلر تست الزامی شنا را به منظور دریافت مدرک کارشناسی رد کرد ( مسئله ای که وقتی دانشگاه درجهٔ افتخاری به او داد ، اصلاح شد) ، ولی در دانشگاه ماند و در ادامه به تدریس در آن دانشگاه هم پرداخت و سرانجام مدرک دکتری روانشناسی را دریافت کرد. در سال ۱۹۲۷، زمان حضور در دانشگاه ، ادلر اولین کتاب خود را به چاپ رساند.

### شیکاگو
در ۱۹۳۰ رابرت هاچینز ، رئیس دانشگاه شیکاگو ، که به تازگی منصوب شده بود ، به مدرسه حقوق دانشگاه شیکاگو پیشنهادی داد که ادلر را به عنوان پروفسور در فلسفه قانون استخدام کنند. ادلر نخستین فرد غیر وکیل بود که در هیئت علمی دانشکده حقوق وارد می شد. ادلر همچنین فلسفه را به مدیران تجاری موسسه ای به نام Aspen Institute تدریس می‌کرد.
ادلر دو بار ازدواج کرده و در مجموع ۴ فرزند دارد.